# Liste des matchs de l'équipe de Tchécoslovaquie de football par adversaire
Cette liste présente les matchs de l'équipe de Tchécoslovaquie de football par adversaire rencontré depuis sa première création en 1939.
- Haut – A
- B
- C
- D
- E
- F
- G
- H
- I
- J
- K
- L
- M
- N
- O
- P
- Q
- R
- S
- T
- U
- V
- W
- X
- Y
- Z

## A

### Allemagne
Confrontations entre l'Allemagne et la Tchécoslovaquie en matchs officiels :
| Date             | Lieu        | Match                       | Score    | Compétition                                     |
| 3 juin 1934      | Rome        | Tchécoslovaquie - Allemagne | 3-1      | Coupe du monde 1934 (1/2 finale)                |
| 11 juin 1958     | Helsingborg | Tchécoslovaquie - RFA       | 2-2      | Coupe du monde 1958 (Groupe 1)                  |
| 20 juin 1976     | Belgrade    | Tchécoslovaquie - RFA       | 2-2 a.p. | Euro 1976 (Finale)                              |
| 11 juin 1980     | Rome        | RFA - Tchécoslovaquie       | 1-0      | Euro 1980 (Groupe 1)                            |
| 1er juillet 1990 | Milan       | Allemagne - Tchécoslovaquie | 1-0      | Coupe du monde de football de 1990 (1/4 finale) |

#### Bilan
- Total de matchs disputés : 5
- Victoires de l'équipe d'Allemagne : 2
- Victoires de l'équipe de Tchécoslovaquie : 1
- Matchs nuls : 2

### Allemagne de l'Est
Confrontations entre l'équipe d'Allemagne de l'Est de football et l'équipe de Tchécoslovaquie de football :
| Date              | Lieu                                           | Match                 | Score | Compétition                                |
| 16 juin 1957      | Brno ( Tchécoslovaquie)                        | Tchécoslovaquie - RDA | 3-1   | Qualifications pour la Coupe du monde 1958 |
| 27 octobre 1957   | Leipzig ( Allemagne de l'Est)                  | RDA - Tchécoslovaquie | 1-4   | Qualifications pour la Coupe du monde 1958 |
| 12 août 1959      | Leipzig ( Allemagne de l'Est)                  | RDA - Tchécoslovaquie | 2-1   | Match amical                               |
| 18 novembre 1962  | Berlin ( Allemagne de l'Est)                   | RDA - Tchécoslovaquie | 2-1   | Qualifications pour l’Euro 1964            |
| 31 mars 1963      | Prague ( Tchécoslovaquie)                      | Tchécoslovaquie - RDA | 1-1   | Qualifications pour l’Euro 1964            |
| 2 février 1968    | Santiago ( Chili)                              | RDA - Tchécoslovaquie | 2-2   | Match amical                               |
| 25 septembre 1971 | Berlin ( Allemagne de l'Est)                   | RDA- Tchécoslovaquie  | 1-1   | Match amical                               |
| 1er novembre 1972 | Bratislava ( Tchécoslovaquie)                  | Tchécoslovaquie - RDA | 1-3   | Match amical                               |
| 27 mars 1973      | Dresde ( Allemagne de l'Est)                   | RDA - Tchécoslovaquie | 1-0   | Match amical                               |
| 25 septembre 1974 | Prague ( Tchécoslovaquie)                      | Tchécoslovaquie - RDA | 3-1   | Match amical                               |
| 19 novembre 1975  | Brno ( Tchécoslovaquie)                        | Tchécoslovaquie - RDA | 1-1   | Qualifications pour les JO 1976            |
| 7 avril 1976      | Leipzig ( Allemagne de l'Est)                  | RDA - Tchécoslovaquie | 0-0   | Qualifications pour les JO 1976            |
| 6 septembre 1978  | Leipzig ( Allemagne de l'Est)                  | RDA - Tchécoslovaquie | 2-1   | Match amical                               |
| 8 octobre 1980    | Prague ( Tchécoslovaquie)                      | Tchécoslovaquie - RDA | 0-1   | Match amical                               |
| 28 mars 1984      | Erfurt ( Allemagne de l'Est)                   | RDA - Tchécoslovaquie | 2-1   | Match amical                               |
| 23 avril 1986     | Nitra ( Tchécoslovaquie)                       | Tchécoslovaquie - RDA | 2-0   | Match amical                               |
| 13 mai 1987       | Brandebourg-sur-la-Havel ( Allemagne de l'Est) | RDA - Tchécoslovaquie | 2-0   | Match amical                               |

#### Bilan
- Total de matchs disputés : 17
- Victoires de la Tchécoslovaquie : 4
- Victoires de la RDA : 8
- Matchs nuls : 5

### Angleterre
Confrontations entre l'équipe d'Angleterre de football et l'équipe de Tchécoslovaquie de football :
| Date         | Lieu        | Match                        | Score | Compétition                    |
| 11 juin 1970 | Guadalajara | Angleterre - Tchécoslovaquie | 1-0   | Coupe du monde 1970 (Groupe C) |

#### Bilan
- Total de matchs disputés : 1
- Victoires de l'équipe d'Angleterre : 1
- Victoires de l'équipe de Tchécoslovaquie : 0
- Matchs nuls : 0

### Argentine
Confrontations entre l'équipe d'Argentine de football et l'équipe de Tchécoslovaquie de football :
| Date         | Lieu        | Match                       | Score | Compétition                    |
| 15 juin 1958 | Helsingborg | Tchécoslovaquie - Argentine | 6-1   | Coupe du monde 1958 (Groupe A) |

#### Bilan
- Total de matchs disputés : 1
- Victoires de l'équipe d'Argentine : 0
- Victoires de l'équipe de Tchécoslovaquie : 1
- Matchs nuls : 0

### Australie
Confrontations entre l'équipe d'Australie de football et l'équipe de Tchécoslovaquie de football :
| Date            | Lieu                | Match                       | Score | Compétition  |
| 27 janvier 1980 | Canberra Australie  | Australie - Tchécoslovaquie | 0-4   | Match amical |
| 3 février 1980  | Sydney Australie    | Australie - Tchécoslovaquie | 0-5   | Match amical |
| 9 février 1980  | Melbourne Australie | Australie - Tchécoslovaquie | 2-2   | Match amical |
| 3 août 1986     | Melbourne Australie | Australie - Tchécoslovaquie | 1-1   | Match amical |
| 6 août 1986     | Adelaïde Australie  | Australie - Tchécoslovaquie | 0-1   | Match amical |
| 10 août 1986    | Sydney Australie    | Australie - Tchécoslovaquie | 0-3   | Match amical |
| 30 janvier 1991 | Melbourne Australie | Australie - Tchécoslovaquie | 0-1   | Match amical |
| 6 février 1991  | Sydney Australie    | Australie - Tchécoslovaquie | 0-2   | Match amical |

#### Bilan
- Total de matchs disputés : 8
- Victoires de l'équipe d'Australie : 0
- Victoires de l'équipe de Tchécoslovaquie : 6
- Matchs nuls : 2

### Autriche
Confrontations entre l'équipe d'Autriche de football et l'équipe de Tchécoslovaquie de football :
| Date         | Lieu     | Match                      | Score | Compétition                                   |
| 19 juin 1954 | Zurich   | Autriche - Tchécoslovaquie | 5-0   | Coupe du monde de football de 1954 (Groupe 3) |
| 15 juin 1990 | Florence | Tchécoslovaquie - Autriche | 1-0   | Coupe du monde de football de 1990 (Groupe A) |

#### Bilan
- Total de matchs disputés : 2
- Victoires de l'équipe d'Autriche : 1
- Victoires de l'équipe de Tchécoslovaquie : 1
- Matchs nuls : 0

## B
- Haut – A
- B
- C
- D
- E
- F
- G
- H
- I
- J
- K
- L
- M
- N
- O
- P
- Q
- R
- S
- T
- U
- V
- W
- X
- Y
- Z

### Brésil
Confrontations entre l'équipe du Brésil de football et l'équipe de Tchécoslovaquie de football :
| Date             | Lieu           | Match                    | Score    | Compétition                              |
| 12 juin 1938     | Bordeaux       | Brésil - Tchécoslovaquie | 1-1 a.p. | Coupe du monde 1938 (1/4 finale)         |
| 14 juin 1938     | Bordeaux       | Brésil - Tchécoslovaquie | 2-1      | Coupe du monde 1938 (1/4 finale, rejoué) |
| 21 avril 1956    | Prague         | Tchécoslovaquie - Brésil | 0-0      | Match amical                             |
| 5 août 1956      | Rio de Janeiro | Brésil - Tchécoslovaquie | 0-1      | Match amical                             |
| 8 août 1956      | São Paulo      | Brésil - Tchécoslovaquie | 4-1      | Match amical                             |
| 2 juin 1962      | Viña del Mar   | Brésil - Tchécoslovaquie | 0-0      | Coupe du monde 1962 (Groupe 3)           |
| 17 juin 1962     | Santiago       | Brésil - Tchécoslovaquie | 3-1      | Coupe du monde 1962 (Finale)             |
| 12 juin 1966     | Rio de Janeiro | Brésil - Tchécoslovaquie | 2-1      | Match amical                             |
| 15 juin 1966     | Rio de Janeiro | Brésil - Tchécoslovaquie | 2-2      | Match amical                             |
| 23 juin 1968     | Bratislava     | Tchécoslovaquie - Brésil | 3-2      | Match amical                             |
| 3 juin 1970      | Guadalajara    | Brésil - Tchécoslovaquie | 4-1      | Coupe du monde 1970 (Groupe 3)           |
| 14 juillet 1971  | Rio de Janeiro | Brésil - Tchécoslovaquie | 1-0      | Match amical                             |
| 7 avril 1974     | Rio de Janeiro | Brésil - Tchécoslovaquie | 1-0      | Match amical                             |
| 17 mai 1978      | Rio de Janeiro | Brésil - Tchécoslovaquie | 2-0      | Match amical                             |
| 3 mars 1982      | São Paulo      | Brésil - Tchécoslovaquie | 1-1      | Match amical                             |
| 18 décembre 1991 | Goiânia        | Brésil - Tchécoslovaquie | 2-1      | Match amical                             |

#### Bilan
- Total de matchs disputés : 16
- Victoires de l'équipe du Brésil : 9
- Victoires de l'équipe de Tchécoslovaquie : 2
- Matchs nuls : 5

## E
- Haut – A
- B
- C
- D
- E
- F
- G
- H
- I
- J
- K
- L
- M
- N
- O
- P
- Q
- R
- S
- T
- U
- V
- W
- X
- Y
- Z

### Espagne
Confrontations entre l'équipe d'Espagne de football et l'équipe de Tchécoslovaquie de football :
| Date        | Lieu         | Match                     | Score | Compétition                    |
| 31 mai 1962 | Viña del Mar | Tchécoslovaquie - Espagne | 1-0   | Coupe du monde 1962 (Groupe 3) |

#### Bilan
- Total de matchs disputés : 1
- Victoires de l'équipe d'Espagne : 0
- Victoires de l'équipe de Tchécoslovaquie : 1
- Matchs nuls : 0

## F
- Haut – A
- B
- C
- D
- E
- F
- G
- H
- I
- J
- K
- L
- M
- N
- O
- P
- Q
- R
- S
- T
- U
- V
- W
- X
- Y
- Z

### France
Confrontations entre l'équipe de France de football et l'équipe de Tchécoslovaquie de football :
| Date             | Lieu                       | Match                    | Score | Compétition                               |
| 31 août 1920     | Anvers Belgique            | Tchécoslovaquie - France | 4-1   | Jeux olympiques 1920 (1/2 finale)         |
| 13 mai 1928      | Colombes France            | France - Tchécoslovaquie | 0-2   | amical                                    |
| 11 mai 1930      | Colombes France            | France - Tchécoslovaquie | 2-3   | amical                                    |
| 15 février 1931  | Colombes France            | France - Tchécoslovaquie | 1-2   | amical                                    |
| 10 juin 1933     | Prague Tchécoslovaquie     | Tchécoslovaquie - France | 4-0   | amical                                    |
| 25 mars 1934     | Colombes France            | France - Tchécoslovaquie | 1-2   | amical                                    |
| 9 février 1936   | Paris France               | France - Tchécoslovaquie | 0-3   | amical                                    |
| 7 avril 1946     | Colombes France            | France - Tchécoslovaquie | 3-0   | amical                                    |
| 12 juin 1948     | Prague Tchécoslovaquie     | Tchécoslovaquie - France | 0-4   | amical                                    |
| 13 novembre 1949 | Colombes France            | France - Tchécoslovaquie | 1-0   | amical                                    |
| 9 juillet 1960   | Marseille France           | France - Tchécoslovaquie | 0-2   | Euro 1960 (Match pour la troisième place) |
| 5 septembre 1970 | Nice France                | France - Tchécoslovaquie | 3-0   | amical                                    |
| 27 avril 1974    | Prague Tchécoslovaquie     | Tchécoslovaquie - France | 3-3   | amical                                    |
| 27 mars 1976     | Paris France               | France - Tchécoslovaquie | 2-2   | amical                                    |
| 4 avril 1979     | Bratislava Tchécoslovaquie | Tchécoslovaquie - France | 2-0   | Qualifications pour l'Euro 1980           |
| 17 novembre 1979 | Paris France               | France - Tchécoslovaquie | 2-1   | Qualifications pour l'Euro 1980           |
| 24 juin 1982     | Valladolid Espagne         | France - Tchécoslovaquie | 1-1   | Coupe du monde 1982 (groupe 4, 1er tour)  |
| 24 août 1988     | Paris France               | France - Tchécoslovaquie | 1-1   | amical                                    |
| 13 octobre 1990  | Paris France               | France - Tchécoslovaquie | 2-1   | Qualifications pour l'Euro 1992           |
| 4 septembre 1991 | Bratislava Tchécoslovaquie | Tchécoslovaquie - France | 1-2   | Qualifications pour l'Euro 1992           |

#### Bilan
- Total de matchs disputés : 20
- Victoires de l'équipe de France : 7
- Victoires de l'équipe de Tchécoslovaquie : 9
- Matchs nuls : 4

## H
- Haut – A
- B
- C
- D
- E
- F
- G
- H
- I
- J
- K
- L
- M
- N
- O
- P
- Q
- R
- S
- T
- U
- V
- W
- X
- Y
- Z

### Hongrie
Confrontations entre l'équipe de Hongrie de football et l'équipe de Tchécoslovaquie de football :
| Date         | Lieu     | Match                     | Score | Compétition                                     |
| 10 juin 1962 | Rancagua | Tchécoslovaquie - Hongrie | 1-0   | Coupe du monde de football de 1962 (1/4 finale) |

#### Bilan
- Total de matchs disputés : 1
- Victoires de l'équipe de Hongrie : 0
- Victoires de l'équipe de Tchécoslovaquie : 1
- Matchs nuls : 0

## I
- Haut – A
- B
- C
- D
- E
- F
- G
- H
- I
- J
- K
- L
- M
- N
- O
- P
- Q
- R
- S
- T
- U
- V
- W
- X
- Y
- Z

### Irlande du Nord
Confrontations entre l'équipe d'Irlande du Nord de football et l'équipe de Tchécoslovaquie de football :
| Date        | Lieu     | Match                             | Score | Compétition                    |
| 8 juin 1958 | Halmstad | Irlande du Nord - Tchécoslovaquie | 1-0   | Coupe du monde 1958 (Groupe 1) |

#### Bilan
- Total de matchs disputés : 1
- Victoires de l'équipe d'Irlande du Nord : 1
- Victoires de l'équipe de Tchécoslovaquie : 0
- Matchs nuls : 0

### Italie
Confrontations entre l'équipe d'Italie de football et l'équipe de Tchécoslovaquie de football :
| Date              | Lieu     | Match                    | Score    | Compétition                               |
| 23 octobre 1927   | Prague   | Tchécoslovaquie - Italie | 2-2      | Coupe internationale 1927-1930            |
| 3 mars 1929       | Bologne  | Italie - Tchécoslovaquie | 4-2      | Coupe internationale 1927-1930            |
| 15 novembre 1931  | Rome     | Italie - Tchécoslovaquie | 2-2      | Coupe internationale 1931-1932            |
| 23 octobre 1932   | Prague   | Tchécoslovaquie - Italie | 2-1      | Coupe internationale 1931-1932            |
| 7 mai 1933        | Florence | Italie - Tchécoslovaquie | 2-0      | Coupe internationale 1933-1935            |
| 10 juin 1934      | Rome     | Italie - Tchécoslovaquie | 2-1 a.p. | Coupe du monde 1934 (finale)              |
| 23 octobre 1935   | Prague   | Tchécoslovaquie - Italie | 2-1      | Coupe internationale 1933-1935            |
| 23 mai 1937       | Prague   | Tchécoslovaquie - Italie | 0-1      | Coupe internationale 1936-1938            |
| 26 avril 1953     | Prague   | Tchécoslovaquie - Italie | 2-0      | Coupe internationale 1948-1953            |
| 7 mai 1953        | Florence | Italie - Tchécoslovaquie | 3-0      | Coupe internationale 1948-1953            |
| 13 décembre 1958  | Gênes    | Italie - Tchécoslovaquie | 1-1      | Coupe internationale 1954-1960            |
| 1er novembre 1959 | Prague   | Tchécoslovaquie - Italie | 2-1      | Coupe internationale 1954-1960            |
| 21 juin 1980      | Naples   | Tchécoslovaquie - Italie | 1-1 a.p. | Euro 1980 (Match pour la troisième place) |
| 13 novembre 1982  | Milan    | Italie - Tchécoslovaquie | 2-2      | éliminatoires de l'Euro 84                |
| 16 novembre 1983  | Prague   | Tchécoslovaquie - Italie | 2-0      | éliminatoires de l'Euro 84                |
| 19 juin 1990      | Rome     | Italie - Tchécoslovaquie | 2-0      | Coupe du monde 1990 (groupe A)            |

#### Bilan
Total de matchs disputés : 16
- Victoires de l'équipe d'Italie : 5
- Victoires de l'équipe de Tchécoslovaquie : 6
- Matchs nuls : 5

## M
- Haut – A
- B
- C
- D
- E
- F
- G
- H
- I
- J
- K
- L
- M
- N
- O
- P
- Q
- R
- S
- T
- U
- V
- W
- X
- Y
- Z

### Mexique
Confrontations entre l'équipe du Mexique de football et l'équipe de Tchécoslovaquie de football :
| Date        | Lieu         | Match                     | Score | Compétition                    |
| 7 juin 1962 | Viña del Mar | Mexique - Tchécoslovaquie | 3-1   | Coupe du monde 1962 (Groupe 3) |

#### Bilan
- Total de matchs disputés : 1
- Victoires de l'équipe du Mexique : 1
- Victoires de l'équipe de Tchécoslovaquie : 0
- Matchs nuls : 0

## P
- Haut – A
- B
- C
- D
- E
- F
- G
- H
- I
- J
- K
- L
- M
- N
- O
- P
- Q
- R
- S
- T
- U
- V
- W
- X
- Y
- Z

### Pays-Bas
Confrontations entre l'équipe des Pays-Bas de football et l'équipe de Tchécoslovaquie de football :
| Date              | Lieu                   | Match                      | Score  | Compétition                                  |
| 18 avril 1927     | Amsterdam Pays-Bas     | Pays-Bas - Tchécoslovaquie | 8-1    | Match amical                                 |
| 29 mai 1932       | Amsterdam Pays-Bas     | Pays-Bas - Tchécoslovaquie | 1-2    | Match amical                                 |
| 5 juin 1938       | Le Havre France        | Pays-Bas - Tchécoslovaquie | 0-3 ap | Coupe du monde de football 1938 (1/8 finale) |
| 30 octobre 1960   | Prague Tchécoslovaquie | Tchécoslovaquie - Pays-Bas | 4-0    | Match amical                                 |
| 6 novembre 1966   | Amsterdam Pays-Bas     | Pays-Bas - Tchécoslovaquie | 1-2    | Match amical                                 |
| 16 avril 1969     | Rotterdam Pays-Bas     | Pays-Bas - Tchécoslovaquie | 2-0    | Match amical                                 |
| 30 août 1972      | Prague Tchécoslovaquie | Tchécoslovaquie - Pays-Bas | 1-2    | Match amical                                 |
| 16 juin 1976      | Zagreb Yougoslavie     | Tchécoslovaquie - Pays-Bas | 3-1 ap | Euro 1976 (1/2 finale)                       |
| 17 juin 1980      | Milan Italie           | Pays-Bas - Tchécoslovaquie | 1-1    | Euro 1980 (groupe 1 - 1er tour)              |
| 10 septembre 1986 | Prague Tchécoslovaquie | Tchécoslovaquie - Pays-Bas | 1-0    | Match amical                                 |

#### Bilan
- Total de matchs disputés : 9 (ou 10[3])
- Victoires de l'équipe des Pays-Bas : 2 (ou 3[3])
- Victoires de l'équipe de Tchécoslovaquie : 6
- Matchs nuls : 1

### Pologne
Confrontations entre l'équipe de Pologne de football et l'équipe de Tchécoslovaquie de football :
| Date              | Lieu                       | Match                   | Score | Compétition                        |
| 27 octobre 1928   | Prague Tchécoslovaquie     | Tchécoslovaquie-Pologne | 3-2   | Match amical                       |
| 14 juin 1931      | Varsovie Pologne           | Pologne-Tchécoslovaquie | 0-4   | Match amical                       |
| 15 octobre 1933   | Varsovie Pologne           | Pologne-Tchécoslovaquie | 1-2   | Qualifications Coupe du monde 1934 |
| 15 avril 1934     | Prague Tchécoslovaquie     | Tchécoslovaquie-Pologne | 2-0   | Qualifications Coupe du monde 1934 |
| 31 août 1947      | Prague Tchécoslovaquie     | Tchécoslovaquie-Pologne | 6-3   | Match amical                       |
| 30 octobre 1949   | Vitkovice Tchécoslovaquie  | Tchécoslovaquie-Pologne | 2-0   | Match amical                       |
| 22 octobre 1950   | Varsovie Pologne           | Pologne-Tchécoslovaquie | 1-4   | Match amical                       |
| 14 septembre 1952 | Prague Tchécoslovaquie     | Tchécoslovaquie-Pologne | 2-2   | Match amical                       |
| 10 mai 1953       | Wrocław Pologne            | Pologne-Tchécoslovaquie | 1-1   | Match amical                       |
| 28 octobre 1962   | Prague Tchécoslovaquie     | Tchécoslovaquie-Pologne | 2-1   | Match amical                       |
| 13 septembre 1964 | Wrocław Pologne            | Pologne-Tchécoslovaquie | 2-1   | Match amical                       |
| 25 octobre 1970   | Bratislava Tchécoslovaquie | Tchécoslovaquie-Pologne | 2-2   | Match amical                       |
| 15 octobre 1972   | Varsovie Pologne           | Pologne-Tchécoslovaquie | 3-0   | Match amical                       |
| 13 novembre 1974  | Prague Tchécoslovaquie     | Tchécoslovaquie-Pologne | 2-2   | Match amical                       |
| 4 septembre 1985  | Brno Tchécoslovaquie       | Tchécoslovaquie-Pologne | 3-1   | Match amical                       |
| 27 octobre 1987   | Bratislava Tchécoslovaquie | Tchécoslovaquie-Pologne | 3-1   | Match amical                       |
| 27 mars 1991      | Olomouc Tchécoslovaquie    | Tchécoslovaquie-Pologne | 4-0   | Match amical                       |
| 27 mai 1992       | Jastrzębie Zdrój Pologne   | Pologne-Tchécoslovaquie | 1-0   | Match amical                       |

#### Bilan
- Total de matchs disputés : 16
- Victoires de l'équipe de Pologne : 3
- Victoires de la Tchécoslovaquie : 9
- Matchs nuls : 4

### Portugal
Confrontations entre l'équipe du Portugal de football et l'équipe de Tchécoslovaquie de football :
| Date              | Lieu                       | Match                      | Score | Compétition                                |
| 24 janvier 1926   | Porto Portugal             | Portugal - Tchécoslovaquie | 1-1   | Match amical                               |
| 12 janvier 1930   | Lisbonne Portugal          | Portugal - Tchécoslovaquie | 1-0   | Match amical                               |
| 25 avril 1965     | Bratislava Tchécoslovaquie | Tchécoslovaquie - Portugal | 0-1   | Qualifications pour la Coupe du monde 1966 |
| 30 octobre 1965   | Porto Portugal             | Portugal - Tchécoslovaquie | 0-0   | Qualifications pour la Coupe du monde 1966 |
| 30 avril 1975     | Prague Tchécoslovaquie     | Tchécoslovaquie - Portugal | 5-0   | Qualifications pour l'Euro 1976            |
| 12 novembre 1975  | Porto Portugal             | Portugal - Tchécoslovaquie | 1-1   | Qualifications pour l'Euro 1976            |
| 14 octobre 1984   | Porto Portugal             | Portugal - Tchécoslovaquie | 2-1   | Qualifications pour la Coupe du monde 1986 |
| 25 septembre 1985 | Prague Tchécoslovaquie     | Tchécoslovaquie - Portugal | 1-0   | Qualifications pour la Coupe du monde 1986 |
| 6 octobre 1989    | Prague Tchécoslovaquie     | Tchécoslovaquie - Portugal | 2-1   | Qualifications pour la Coupe du monde 1990 |
| 15 novembre 1989  | Lisbonne Portugal          | Portugal - Tchécoslovaquie | 0-0   | Qualifications pour la Coupe du monde 1990 |

#### Bilan
- Total de matchs disputés : 10
- Victoires de l'équipe du Portugal : 3
- Victoires de l'équipe de Tchécoslovaquie : 3
- Match nul : 4

## R
- Haut – A
- B
- C
- D
- E
- F
- G
- H
- I
- J
- K
- L
- M
- N
- O
- P
- Q
- R
- S
- T
- U
- V
- W
- X
- Y
- Z

### Roumanie
Confrontations entre l'équipe de Roumanie de football et l'équipe de Tchécoslovaquie de football :
| Date        | Lieu        | Match                      | Score | Compétition                      |
| 27 mai 1934 | Trieste     | Tchécoslovaquie - Roumanie | 2-1   | Coupe du monde 1934 (1/8 finale) |
| 6 juin 1970 | Guadalajara | Roumanie - Tchécoslovaquie | 1-0   | Coupe du monde 1970 (Groupe 3)   |

#### Bilan
- Total de matchs disputés : 2
- Victoires de l'équipe de Roumanie : 1
- Victoires de l'équipe de Tchécoslovaquie : 1
- Matchs nuls : 0

## S
- Haut – A
- B
- C
- D
- E
- F
- G
- H
- I
- J
- K
- L
- M
- N
- O
- P
- Q
- R
- S
- T
- U
- V
- W
- X
- Y
- Z

### Suisse
Confrontations entre l'équipe de Suisse de football et l'équipe de Tchécoslovaquie de football : 
| Date              | Lieu                        | Match                  | Score    | Compétition                                              |
| 28 mai 1924       | Paris, France               | Suisse-Tchécoslovaquie | 1-1 a.p. | Jeux olympiques de 1924 (1/8 finale)                     |
| 30 mai 1924       | Paris, France               | Suisse-Tchécoslovaquie | 1-0      | Jeux olympiques de 1924 (1/8 finale, rejoué)             |
| 5 mai 1929        | Lausanne, Suisse            | Suisse-Tchécoslovaquie | 1-4      | Amical                                                   |
| 6 octobre 1929    | Prague, Tchécoslovaquie     | Tchécoslovaquie-Suisse | 5-0      | Amical                                                   |
| 13 juin 1931      | Prague, Tchécoslovaquie     | Tchécoslovaquie-Suisse | 7-3      | Amical                                                   |
| 17 avril 1932     | Zurich, Suisse              | Suisse-Tchécoslovaquie | 5-1      | Amical                                                   |
| 31 mai 1934       | Turin, Italie               | Tchécoslovaquie-Suisse | 3-2      | Coupe du monde de football de 1934 (1/4 finale)          |
| 14 octobre 1934   | Genève, Suisse              | Suisse-Tchécoslovaquie | 2-2      | Amical                                                   |
| 17 mars 1935      | Prague, Tchécoslovaquie     | Tchécoslovaquie-Suisse | 3-1      | Amical                                                   |
| 21 février 1937   | Prague, Tchécoslovaquie     | Tchécoslovaquie-Suisse | 5-3      | Amical                                                   |
| 3 avril 1938      | Bâle, Suisse                | Suisse-Tchécoslovaquie | 4-0      | Amical                                                   |
| 14 septembre 1946 | Prague, Tchécoslovaquie     | Tchécoslovaquie-Suisse | 3-2      | Amical                                                   |
| 10 octobre 1948   | Bâle, Suisse                | Suisse-Tchécoslovaquie | 1-1      | Amical                                                   |
| 20 septembre 1953 | Prague, Tchécoslovaquie     | Tchécoslovaquie-Suisse | 5-0      | Amical                                                   |
| 10 mai 1956       | Genève, Suisse              | Suisse-Tchécoslovaquie | 1-6      | Amical                                                   |
| 20 septembre 1958 | Bratislava, Tchécoslovaquie | Tchécoslovaquie-Suisse | 2-1      | Amical                                                   |
| 3 mai 1967        | Bâle, Suisse                | Suisse-Tchécoslovaquie | 1-2      | Amical                                                   |
| 24 septembre 1975 | Brno, Tchécoslovaquie       | Tchécoslovaquie-Suisse | 1-1      | Amical                                                   |
| 24 mai 1977       | Bâle, Suisse                | Suisse-Tchécoslovaquie | 1-0      | Amical                                                   |
| 24 mars 1981      | Bratislava, Tchécoslovaquie | Tchécoslovaquie-Suisse | 0-1      | Amical                                                   |
| 7 septembre 1983  | Neuchâtel, Suisse           | Suisse-Tchécoslovaquie | 0-0      | Amical                                                   |
| 27 mars 1985      | Sion, Suisse                | Suisse-Tchécoslovaquie | 2-0      | Amical                                                   |
| 25 mars 1987      | Bellinzone, Suisse          | Suisse-Tchécoslovaquie | 1-2      | Amical                                                   |
| 7 juin 1989       | Berne, Suisse               | Suisse-Tchécoslovaquie | 0-1      | Tours préliminaires à la Coupe du monde de football 1990 |
| 25 octobre 1989   | Prague, Tchécoslovaquie     | Tchécoslovaquie-Suisse | 3-0      | Tours préliminaires à la Coupe du monde de football 1990 |
| 21 août 1991      | Prague, Tchécoslovaquie     | Tchécoslovaquie-Suisse | 1-1      | Amical                                                   |

#### Bilan
- Total de matchs disputés : 26
- Victoires de l'équipe de Suisse : 6
- Victoires de l'équipe de Tchécoslovaquie : 14
- Matchs nuls : 6

## U
- Haut – A
- B
- C
- D
- E
- F
- G
- H
- I
- J
- K
- L
- M
- N
- O
- P
- Q
- R
- S
- T
- U
- V
- W
- X
- Y
- Z

### URSS
Confrontations entre l'équipe de Tchécoslovaquie et l'équipe d'URSS :
| Date             | Lieu                       | Match                  | Score | Compétition                                |
| 30 août 1958     | Prague Tchécoslovaquie     | Tchécoslovaquie - URSS | 1-2   | amical                                     |
| 6 septembre 1959 | Moscou Union soviétique    | URSS - Tchécoslovaquie | 3-1   | amical                                     |
| 6 juillet 1960   | Marseille France           | Tchécoslovaquie - URSS | 0-3   | Euro 1960 (demi-finale)                    |
| 18 mai 1966      | Prague Tchécoslovaquie     | Tchécoslovaquie - URSS | 1-2   | amical                                     |
| 21 mai 1968      | Moscou Union soviétique    | URSS - Tchécoslovaquie | 3-2   | Qualifications pour les JO 1968 (Mexico)   |
| 1er juin 1968    | Ostrava Tchécoslovaquie    | Tchécoslovaquie - URSS | 3-0   | Qualifications pour les JO 1968 (Mexico)   |
| 20 mai 1974      | Odessa Union soviétique    | URSS - Tchécoslovaquie | 0-1   | amical                                     |
| 10 mars 1976     | Košice Tchécoslovaquie     | Tchécoslovaquie - URSS | 2-2   | amical                                     |
| 24 avril 1976    | Bratislava Tchécoslovaquie | Tchécoslovaquie - URSS | 2-0   | Qualifications pour l'Euro 1976            |
| 22 mai 1976      | Kiev Union soviétique      | URSS - Tchécoslovaquie | 2-2   | Qualifications pour l'Euro 1976            |
| 5 mai 1979       | Moscou Union soviétique    | URSS - Tchécoslovaquie | 3-0   | amical                                     |
| 28 octobre 1981  | Tbilissi Union soviétique  | URSS - Tchécoslovaquie | 2-0   | Qualifications pour la Coupe du monde 1982 |
| 29 novembre 1981 | Bratislava Tchécoslovaquie | Tchécoslovaquie - URSS | 1-1   | Qualifications pour la Coupe du monde 1982 |
| 27 avril 1988    | Trnava Tchécoslovaquie     | Tchécoslovaquie - URSS | 1-1   | amical                                     |

#### Bilan
- Total de matchs disputés : 14
- Victoires de l'équipe de Tchécoslovaquie : 3
- Victoires de l'équipe d'URSS : 7
- Matchs nuls : 4

### Uruguay
Confrontations entre l'équipe de Tchécoslovaquie de football et l'équipe d'Uruguay de football :
| Date         | Lieu  | Match                     | Score | Compétition                                   |
| 16 juin 1954 | Berne | Uruguay - Tchécoslovaquie | 2-0   | Coupe du monde de football de 1954 (Groupe 3) |

#### Bilan
- Total de matchs disputés : 1
- Victoires de l'équipe de Tchécoslovaquie : 0
- Victoires de l'équipe d'Uruguay : 1
- Matchs nuls : 0

## Y
- Haut – A
- B
- C
- D
- E
- F
- G
- H
- I
- J
- K
- L
- M
- N
- O
- P
- Q
- R
- S
- T
- U
- V
- W
- X
- Y
- Z

### Yougoslavie
Confrontations entre l'équipe de Yougoslavie de football et l'équipe de Tchécoslovaquie de football :
| Date         | Lieu         | Match                         | Score | Compétition                       |
| 13 juin 1962 | Viña del Mar | Tchécoslovaquie - Yougoslavie | 3-1   | Coupe du monde 1962 (Demi-finale) |

#### Bilan
- Total de matchs disputés : 1
- Victoires de l'Équipe de Yougoslavie : 0
- Victoires de l'Équipe de Tchécoslovaquie : 1
- Matchs nuls : 0